# Claes Albihn
Claes Johan Albihn, född 12 maj 1971 i Stockholm i Sverige, är en svensk före detta häcklöpare som tävlade för Danderyds SK och Spårvägens FK.

## Biografi
Albihn slog Skackans klassiska svenska rekord från sommarspelen 1968 i Mexico City på 110 meter häck 1992 med tiden 13,61. Han slog sedan rekordet vid ytterligare fyra tillfällen och noterade som bäst 13,46 vid Finnkampen 1995, i nästan −2,0 m/s motvind. Han har tre SM-tecken och tre finnkampssegrar på distansen. Albihns främsta internationella merit är den sjätte plats som han nådde då han representerade Europa i Världscupen 1992. Han hade även det svenska rekordet på 60 meter häck med 7,76. Han gjorde 13 landskamper för Sverige och har tilldelats Svenska Friidrottsförbundets hederstecken Stor grabb i friidrott (nummer 419).

## Mästerskap
| År                    | Tävling                        | Spelplats             | Position              | Gren                  | Tid                   |
| Representerar Sverige | Representerar Sverige          | Representerar Sverige | Representerar Sverige | Representerar Sverige | Representerar Sverige |
| --------------------- | ------------------------------ | --------------------- | --------------------- | --------------------- | --------------------- |
| 1989                  | Junioreuropamästerskapen       | Varaždin, Jugoslavien | 9:a                   | 110 meter häck        | 14,80                 |
| 1992                  | Europeiska inomhusmästerskapen | Genua, Italien        | 18:e                  | 60 meter häck         | 7,92                  |
| 1992                  | Världskuppen                   | Havanna, Kuba         | 6:a                   | 110 meter häck        | 14,12                 |
| 1994                  | Europeiska inomhusmästerskapen | Paris, Frankrike      | 19:e                  | 60 meter häck         | 7,82                  |
| 1994                  | Europamästerskapen             | Helsingfors, Finland  | 18:e                  | 110 meter häck        | 13,72                 |
| 1995                  | Världsmästerskapen             | Göteborg, Sverige     | 11:e                  | 110 meter häck        | 13,52                 |
| 1996                  | Olympiska sommarspelen         | Atlanta, USA          | 34:e                  | 110 meter häck        | 13,79                 |

## Personliga rekord
- 100 meter 10,92
- 200 meter 21,2 man.
- 60 meter häck 7,76
- 110 meter häck 13,46
- 400 meter häck 54,55